# Буйево, Шарль-Эмиль
Шарль-Эми́ль Буйево́ (фр. Charles-Émile Bouillevaux, 1823, Монтьер-ан-Дер, Франция — 1913) — христианский миссионер из Франции, один из первых европейцев, побывавший в Ангкоре.

## Биография
Два года провёл в Кохинхине, скрываясь от гонений. Около двух лет путешествовал по Камбодже. Был всего 2 дня в Ангкоре, больше времени уделил изучению района Баттамбанг и Ангкор-Тхома.
В 1857 году в Париже на основе своих впечатлений от двухдневного пребывания в Ангкоре он опубликовал и издал свою первую книгу «Путешествие в Индокитай 1848—1856», а затем и вторую — «Аннам и Камбоджа: путешествия и исторические заметки». В 1858 году переиздаёт свой рассказ об этом путешествии. Однако описание путешествий Буйево не вызвало большого интереса среди читателей. Лишь после посещения этих же мест французским путешественником Анри Муо в 1860 году «заброшенный» город Ангкор стал широко известен, причём до такой степени, что постепенно в Европе стали приписывать Муо лавры первооткрывателя этого города.